# 黄浦江

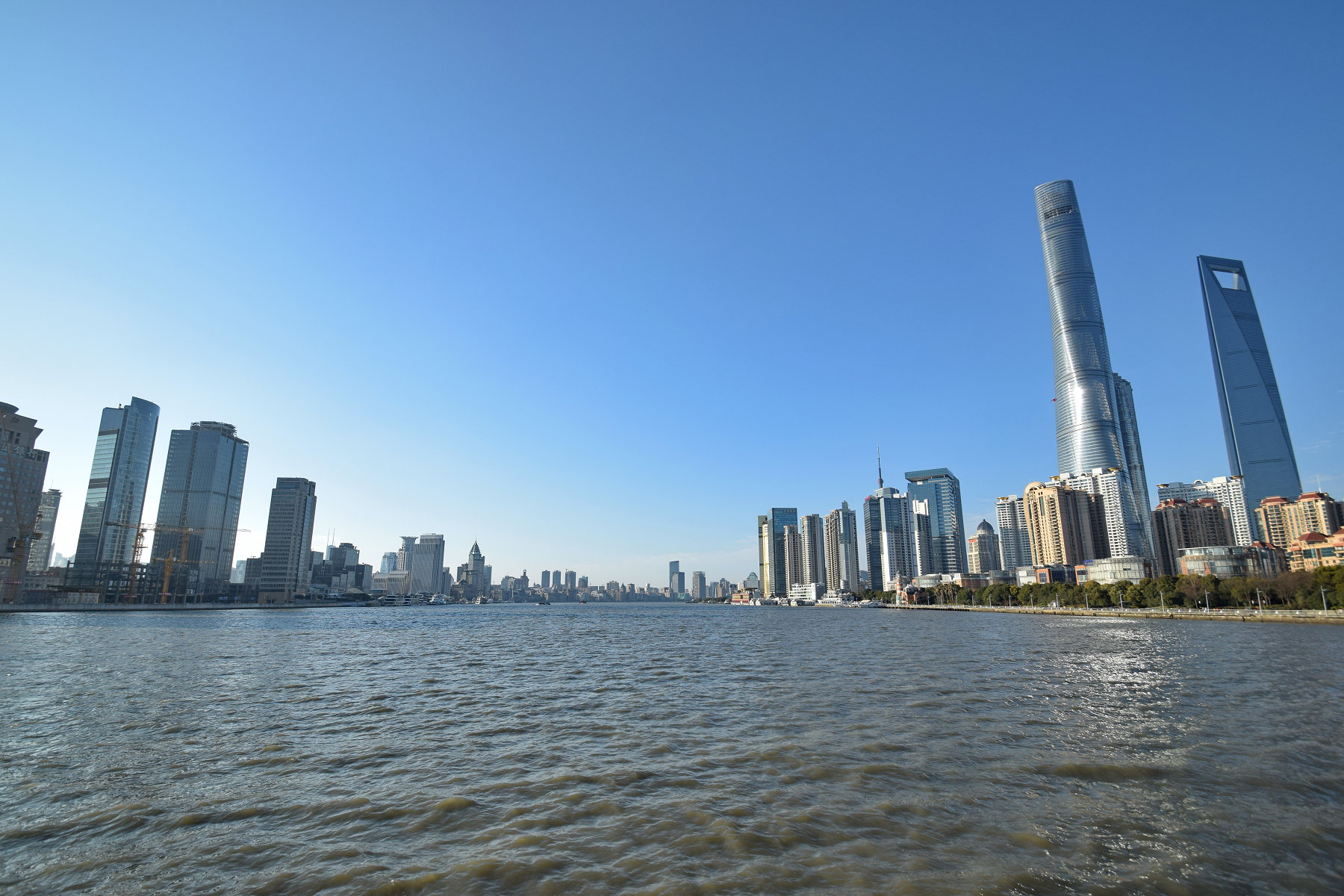
黃浦江兩岸建築物，圖左為浦西，圖右為浦東

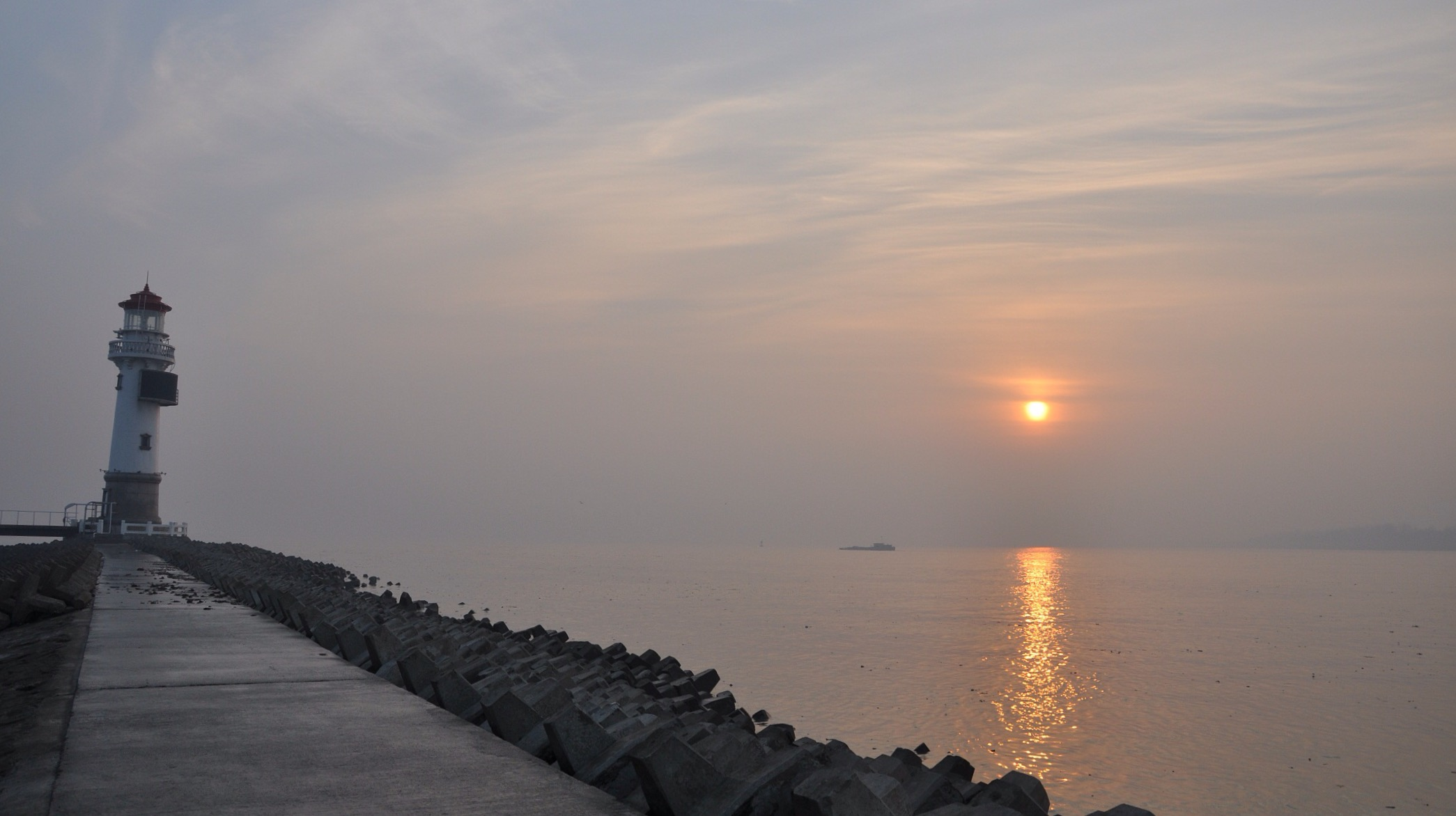
吴淞口

黃浦江（简称黄浦、浦江），旧称黄歇浦（简称歇浦）、春申江（简称申江），是上海市界内最大河流，长江入海之前的最后一条支流，被称为「上海的母亲河」。黄浦江将上海分割成了浦西和浦东，两岸分别形成了外滩以及陆家嘴金融中心等上海地标。

## 概况
黄浦江全长约114公里，河宽300-700公尺，终年不冻，是上海的重要水道。它始于上海市青浦区朱家角镇淀峰的淀山湖，在吴淞口注入长江，是长江入海之前的最后一条支流。黄浦江上游接纳太湖流出的诸河，是太湖向东海泄水的主要通道，现时78%的太湖入海径流通过黄浦江排入东海，主要有淀山湖、太浦河、红旗塘、上海塘等四大主要水系。
主要支流包括吴淞江、蕰藻浜、川杨河、淀浦河、大治河、斜塘、园泄泾、大泖港。浦东、浦南地区临海，以川杨河、大治河、金汇塘、紫竹塘等河道引黄浦江水灌溉当地土地。
黄浦江市区段水深10米左右，最深处17米左右，曾是上海航运业的核心水道，有著名的十六铺码头。如今其航运地位逐渐被深水海港取代，不过巨潮港（奉贤西北部）至吴淞口段航道深度仍维持8.2米以上，松浦大桥以下常年通行3000吨级海轮，5000吨级海轮可直达闵行，2万吨级海轮可抵吴泾，5万吨级海轮可通过徐浦大桥。

## 历史
黄浦江在松江以上也被称为「拦路港」，在下游曾被称为黄歇浦，春申江，有说法认为是因为上海曾为戰國時期楚国春申君黄歇的封地。历史上黄浦江曾是吴淞江（苏州河）的支流，经过明代「黄浦夺淞」之后，苏州河反而成为了黄浦江的最大支流。明朝嘉靖年间，朝廷在黃浦江兩岸设立由官府管理的官渡。清朝時，官渡改稱“义渡”，並设立“义渡管理局”，朝廷將渡口轉交給地方人士管理。至清朝嘉庆十三年（1808年），黃浦江兩岸有由义渡管理局管轄的老摆渡、杨家渡、赖义渡等8个渡口，當時這些渡口被称為“八长渡”。1852年，黃浦江上舉辦了中國歷史上第一場賽艇會。

### 黄浦江两岸综合开发
黄浦江两岸综合开发规划控制范围从吴淞口至徐浦大桥，两侧岸线长度约85公里，规划控制面积约74平方公里。规划控制范围内设核心区和协调区，其中核心区分为中心段、南延伸段和北延伸段，涉及浦东、宝山、杨浦、虹口、黄浦和徐汇等6个行政区。
2017年末，黃浦江东岸滨江公共空间贯通开放，东岸从杨浦大桥到徐浦大桥的滨江岸线中每隔1公里就有1座供市民休息、休闲的望江驿，全程有步行道和骑行道。2018年1月1日，黄浦江两岸从杨浦大桥到徐浦大桥45公里岸线公共空间全线贯通，并开放给全体市民。

### 黄浦江上游情况
淀山湖是太湖东部湖荡区主要泄水通道，内河航运为苏申外港线，维持航道深度3.2米，1000吨级内河船舶常年可由上海抵苏州。
太浦河为1949年后开挖的太湖直达黄浦江的重要排涝水道，水深可达5米以上，1000吨级内河船舶由上海至湖州。
红旗塘—园泄泾为1949年后开挖的吸收杭嘉湖地区来水排入黄浦江的重要水道，水深2.7米以上。1991年太湖洪水期间曾炸开青浦的一段大坝分洪。内河航运为杭申线、湖嘉申线，现建设三级航道，维持深度3.2米，1000吨级内河船舶由上海至湖州及杭州。
上海塘曾是古代太湖向大海泄水的东江水道，现时为杭嘉湖地区向下游黄浦江泄水的主要水道，水深在5米以上，内河航运为杭平申线，500吨级内河船舶常年由上海经平湖、海盐、海宁抵杭州。
吴淞江曾是太湖向大海泄水的主要通道。近代元明以后吴淞江下游淤积严重，吴淞江上游水流被分流至太湖东部湖荡区，并由淀山湖排入黄浦江。1949年后打通浏河、蕰藻浜、大盈港等河道，使吴淞江中下游水流也被分走。黄浦江为太湖径流出海的主要通道，上海市在(安吉县)龙王山设立黄浦江源头碑。

## 越江设施

### 黄浦江上的桥
黄浦江水深港阔，是上海的主要通海、通江、内河航运干线，因而建桥不易。清代黄浦江形成“长八渡”，1930年代就有建桥动议，但始终无法实施。1970年代配合上海石化工程，建成第一座黄浦江大桥——松浦大桥。该桥系多孔钢桁梁公铁两用桥，但建桥时没有预见到未来通海航道会向黄浦江上游延伸，桥下净通航高度仅10米。1980年代，南浦大桥开工，系单孔双塔斜拉桥，一跨过江。此后黄浦江上的大桥如雨后春笋般矗立起来。
|  | - 杨浦大桥 斜拉桥 - 南浦大桥 斜拉桥 - 卢浦大桥 拱桥 - 徐浦大桥 斜拉桥 - 闵浦大桥 双层斜拉桥，上层S32公路，下层普通公路 - 奉浦大桥（东桥）连续梁桥 - 闵浦二桥（独塔双索斜拉桥，上层公路，下层轨道交通5号线南延伸） - 松浦大桥（钢桁架双层公铁桥，上层G320公路，下层沪昆铁路金山支线） - 松浦二桥 连续梁桥，G15（原A5）公路桥 |  | - 松浦三桥 连续梁桥 - G1503（原A30）公路桥 - 沪昆铁路桥 - G60（原A8）公路桥 - 朱枫公路桥 - G50（原A9）公路桥 - 沪青平公路桥 |

### 穿越黄浦江的隧道[11]
|  | - 郊环隧道 - 外环隧道 - 长江路隧道 - 殷行路隧道（规划） - 嫩江路隧道（规划） - 翔殷路隧道 - 周家嘴路隧道 - 军工路隧道 - 江浦路隧道 - 大连路隧道 - 公平路隧道（规划） - 新建路隧道 - 外滩观光隧道 - 延安东路隧道 |  | - 人民路隧道 - 复兴东路隧道 - 陆家浜路隧道（规划） - 西藏南路隧道 - 打浦路隧道 - 枫林路隧道（规划） - 宛平南路隧道（规划） - 龙耀路隧道 - 龙水南路隧道（在建） - 上中路隧道 - 罗秀路隧道（规划） - 银都路隧道 （在建） - 虹梅南路隧道 |

### 穿越黄浦江的地铁
|  | - 上海轨道交通2号线 - 上海轨道交通4号线（两次过江） - 上海轨道交通5号线（过江段随闵浦二桥） - 上海轨道交通7号线 - 上海轨道交通8号线 - 上海轨道交通9号线 |  | - 上海轨道交通10号线 - 上海轨道交通11号线 - 上海轨道交通12号线 - 上海轨道交通13号线 - 上海轨道交通14号线 - 上海轨道交通18号线 |

## 景觀

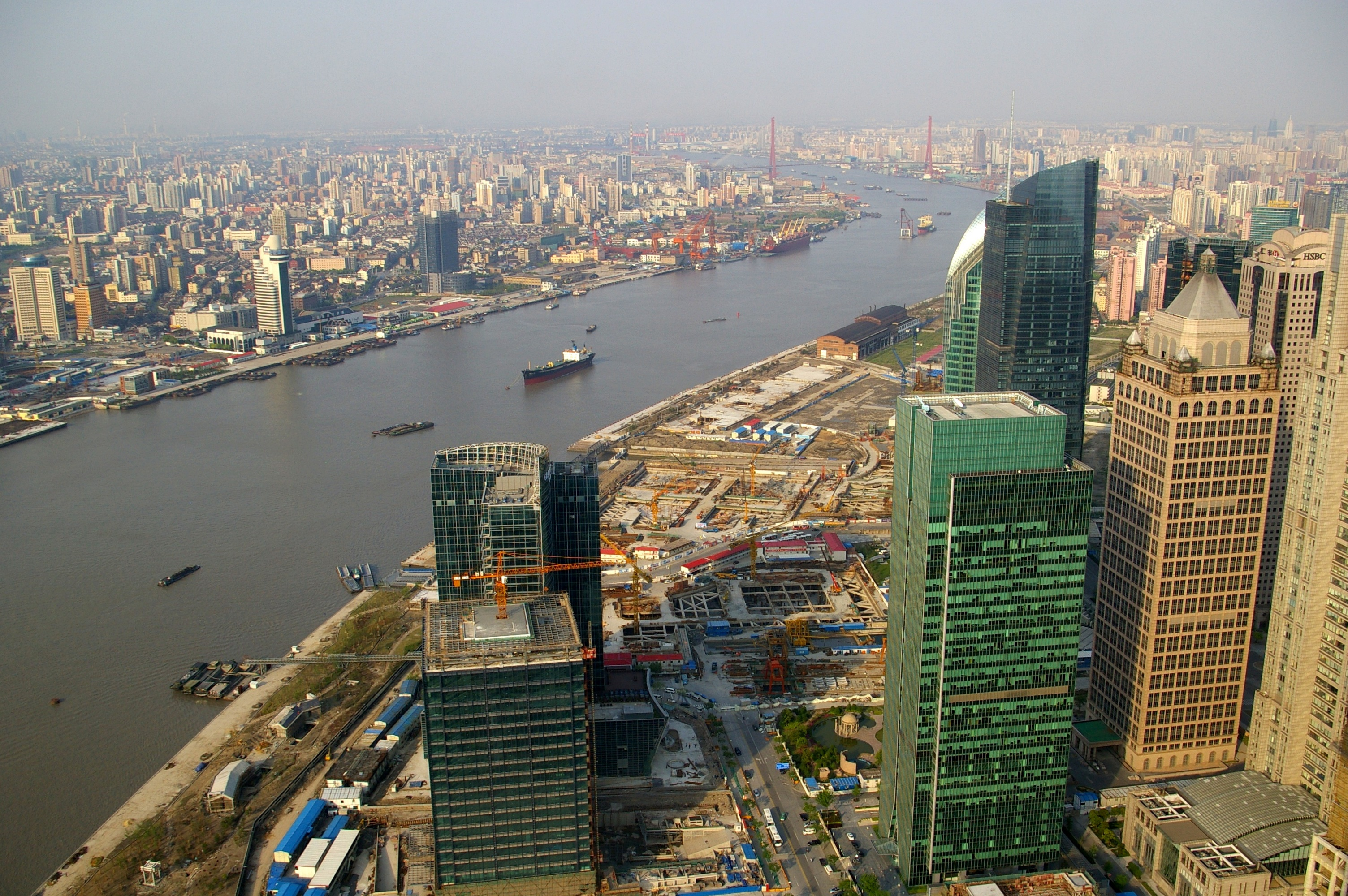
黃浦江畔外灘街景
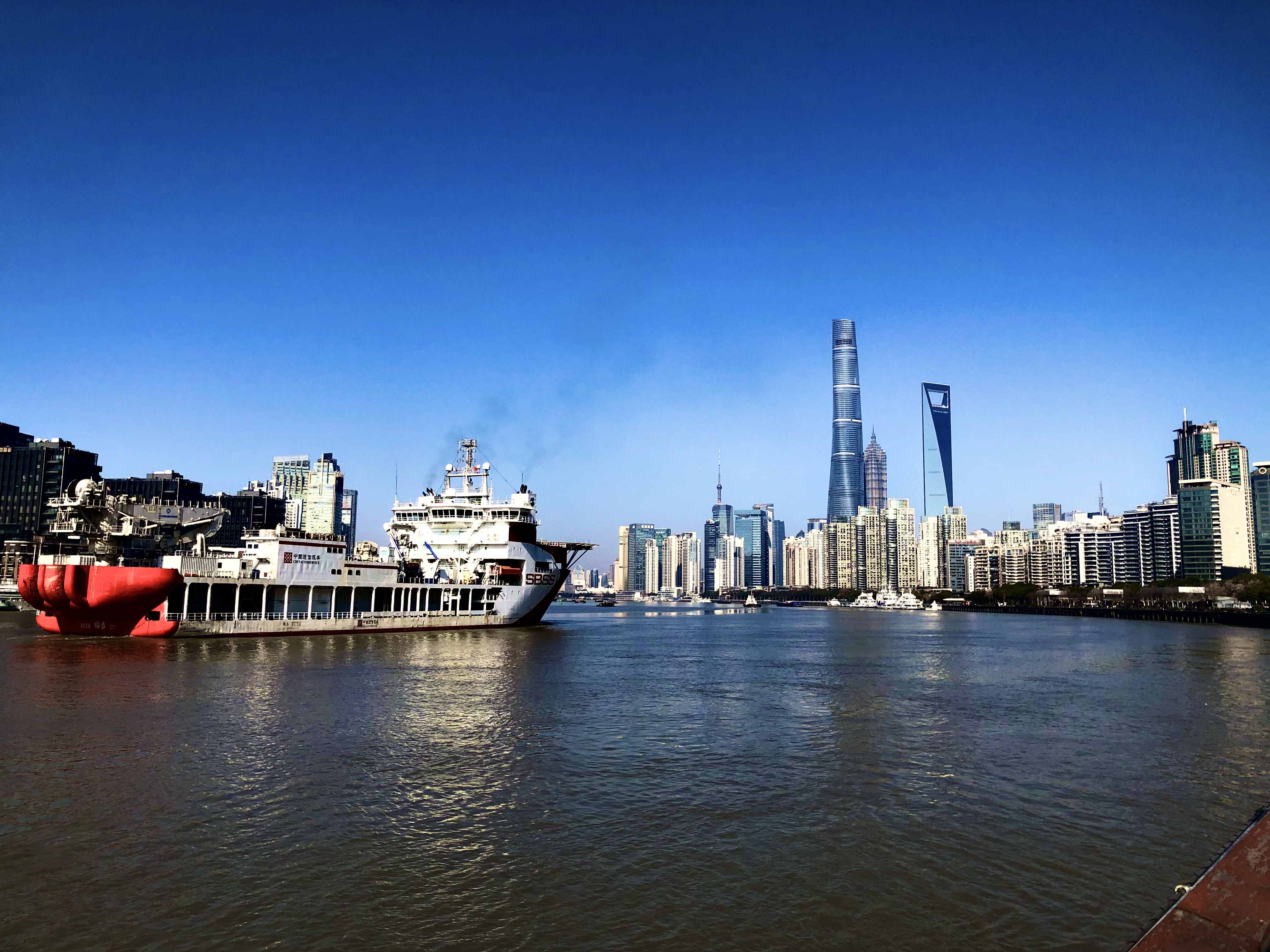
从浦东侧看黄浦江景观
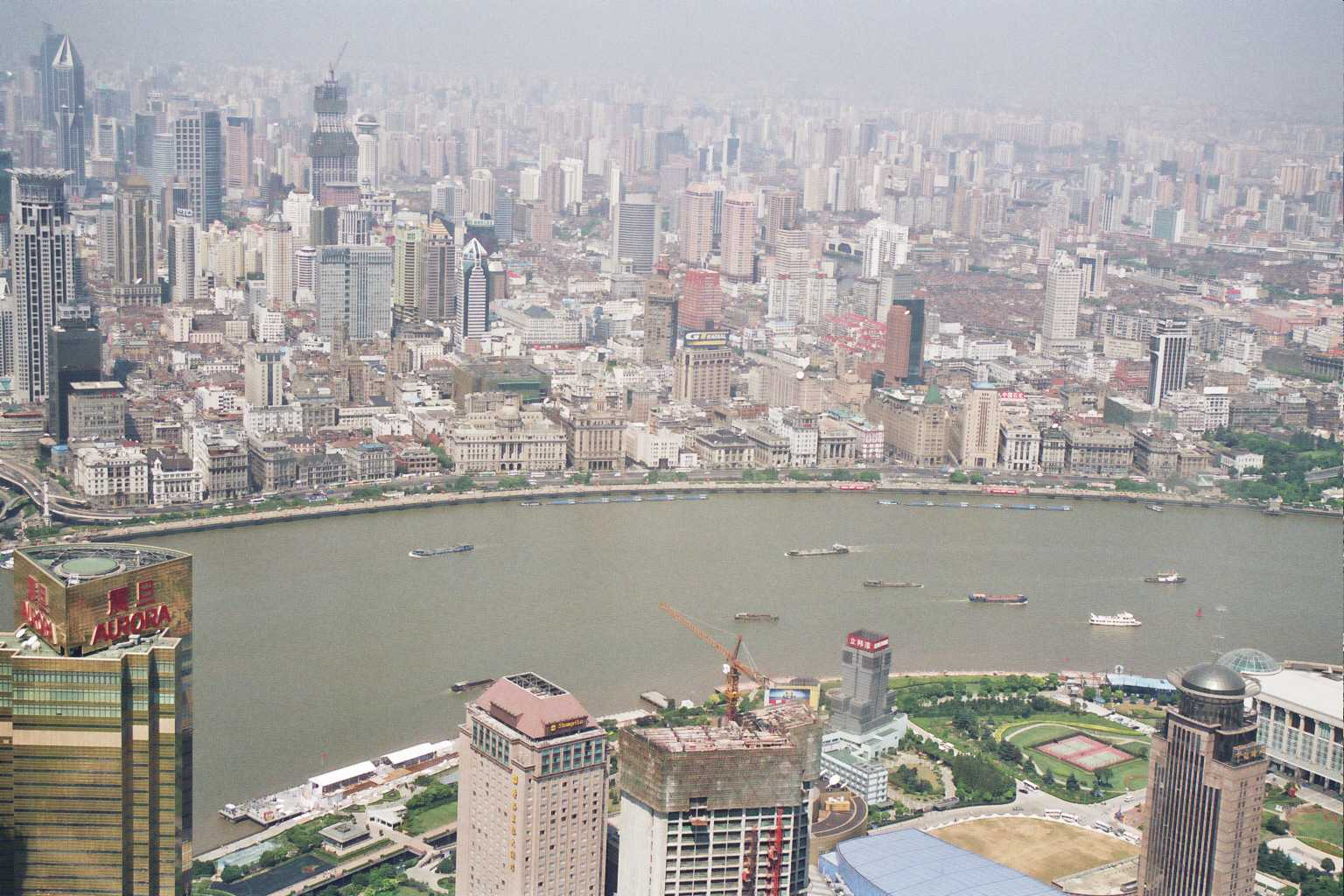
黃浦江畔街景
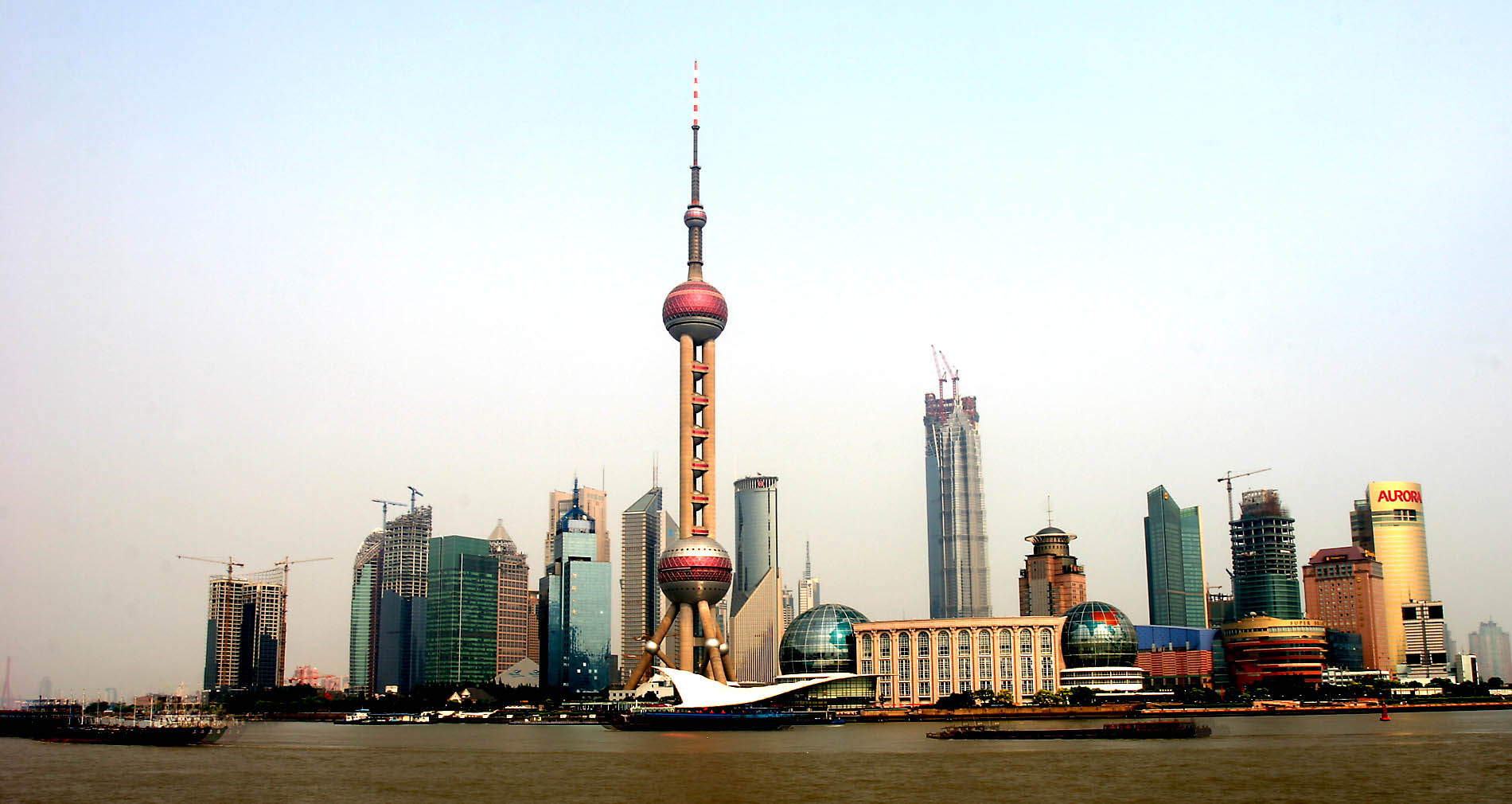
黃浦江畔的東方明珠塔
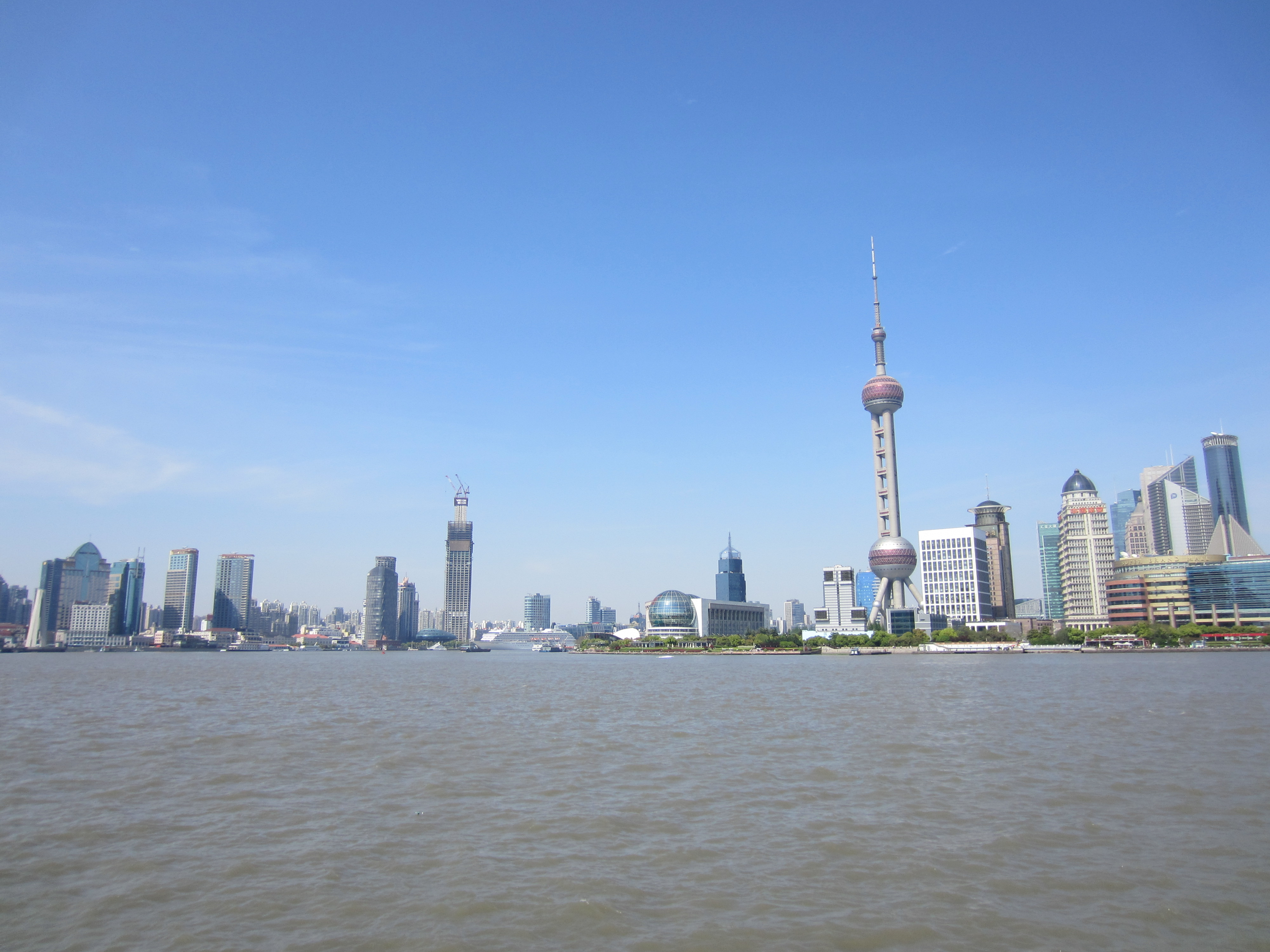
晴天下的黃浦江畔
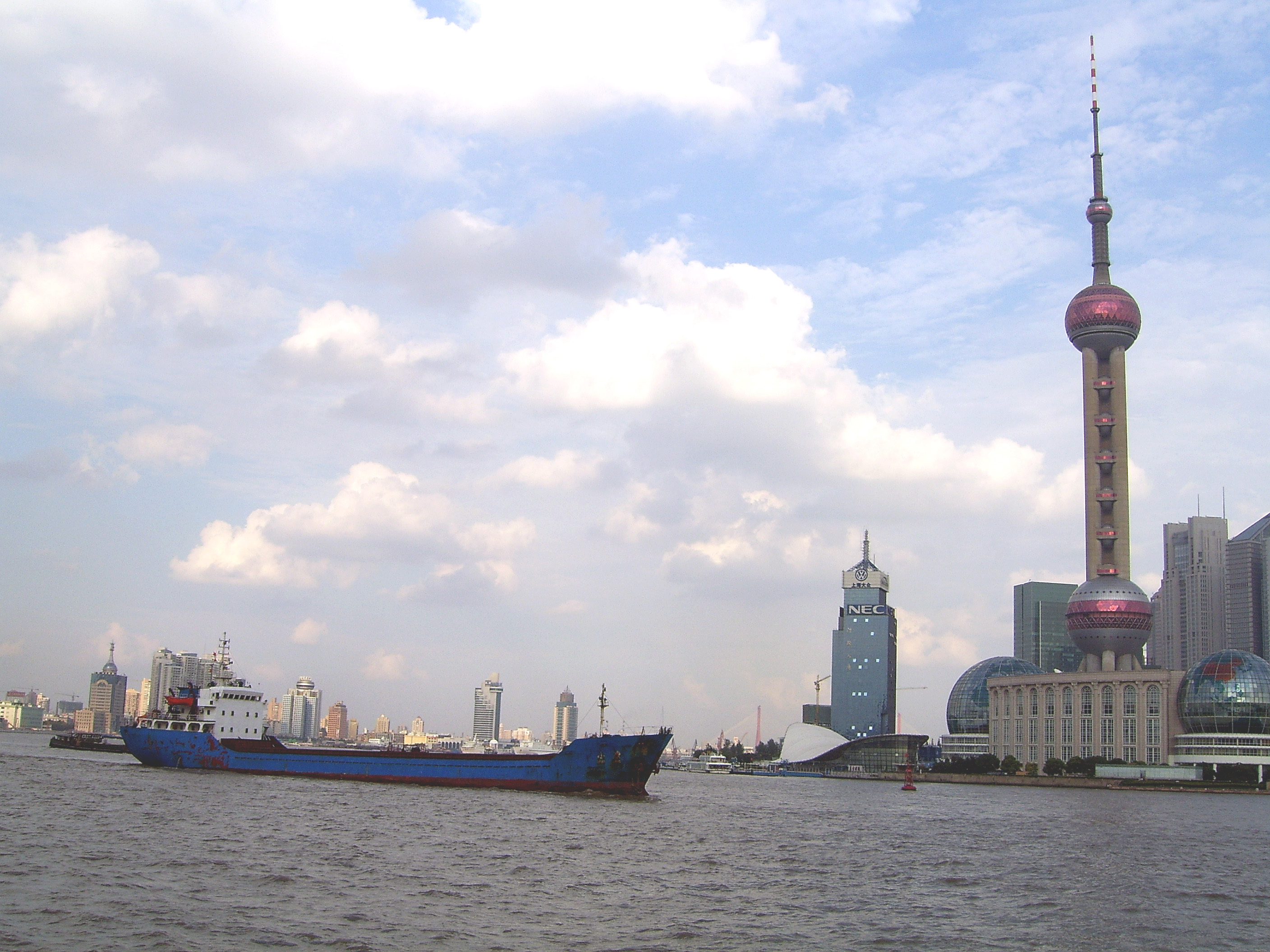
流经上海外滩的黄浦江
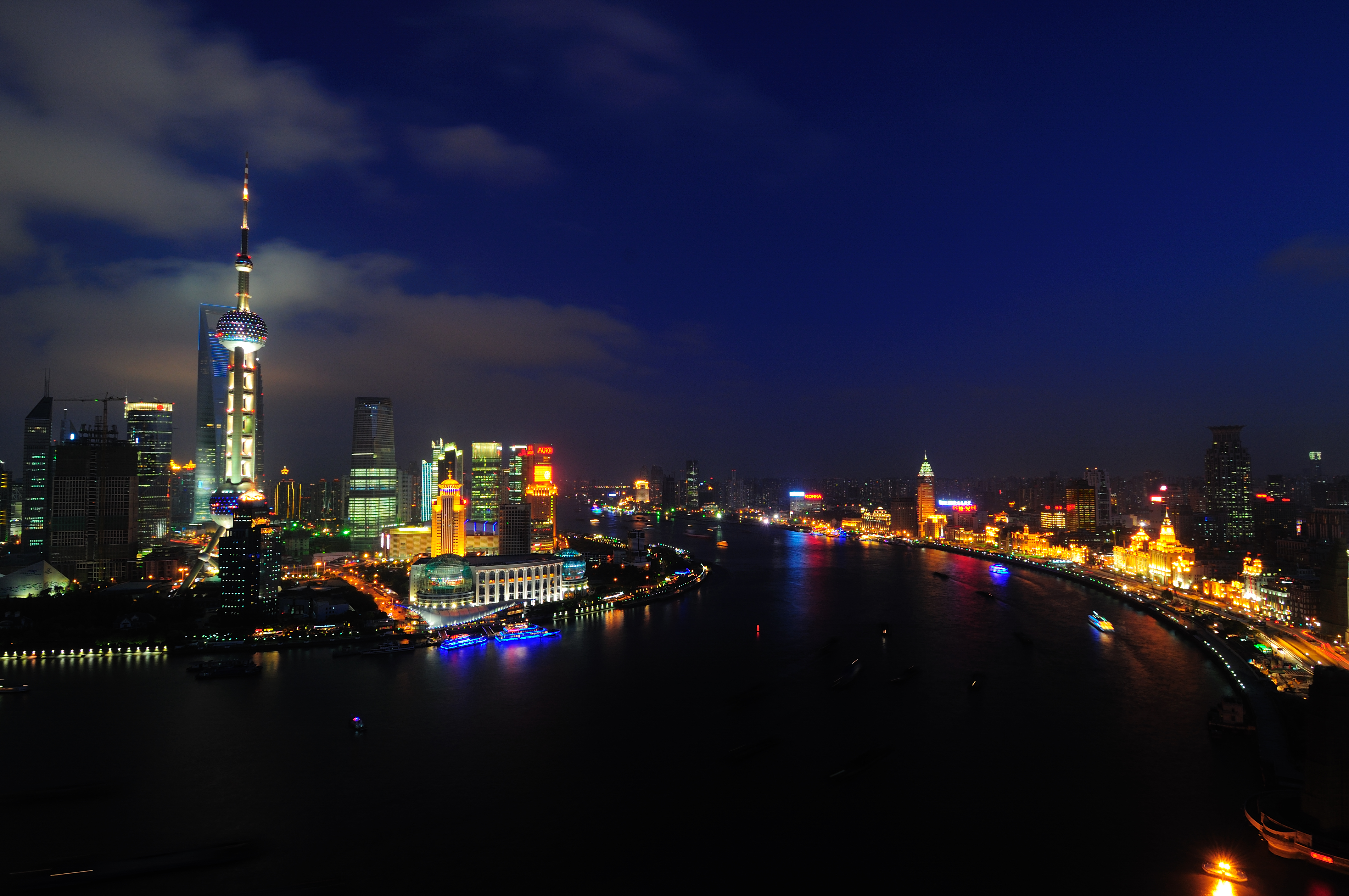
流经上海外滩的黄浦江
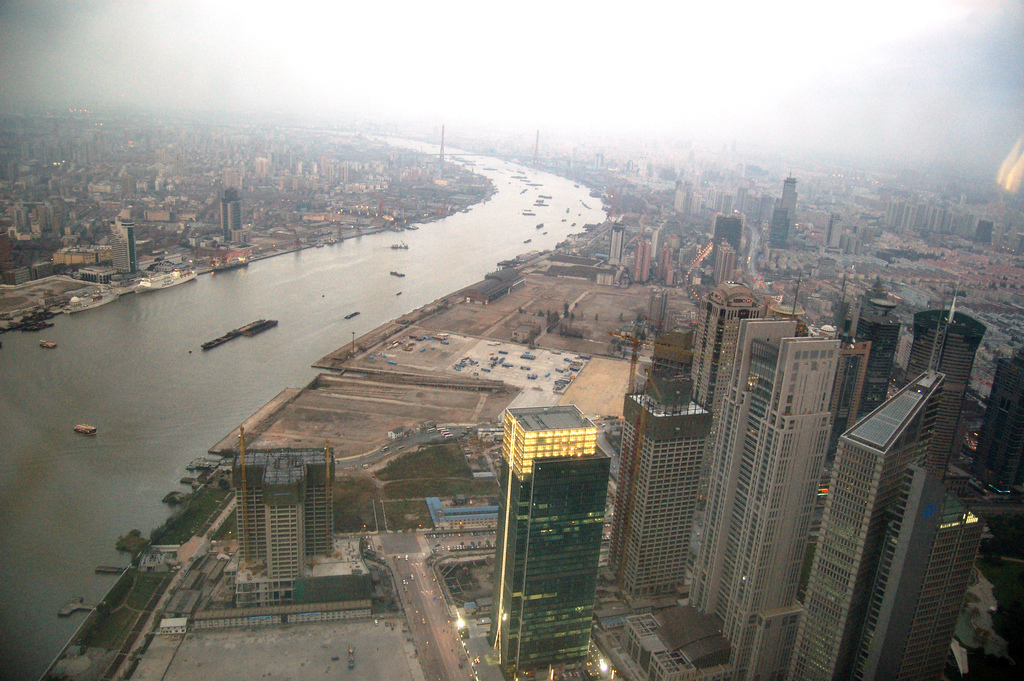
從浦東新區俯瞰黃浦江
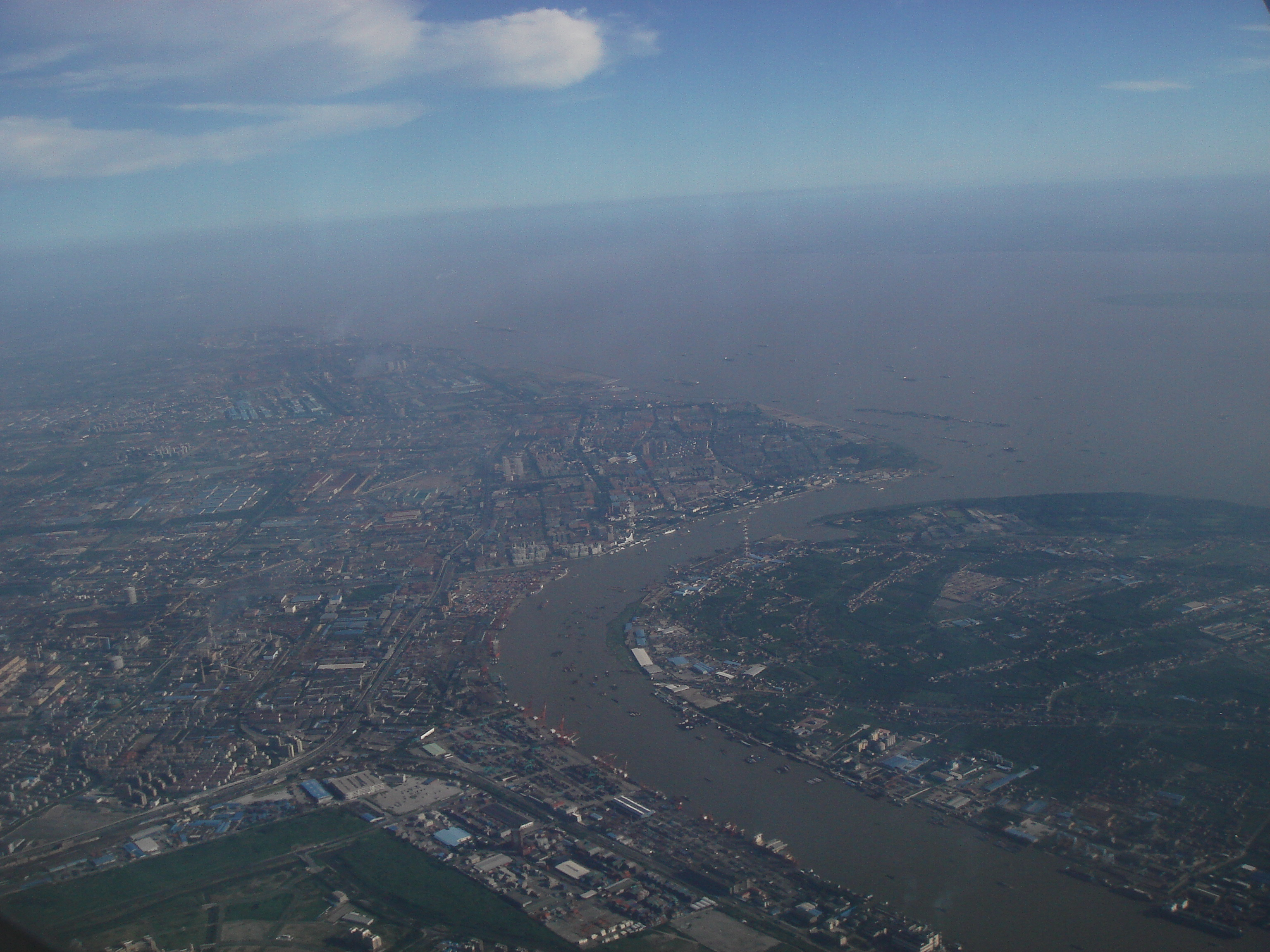
黃浦江、長江匯合處
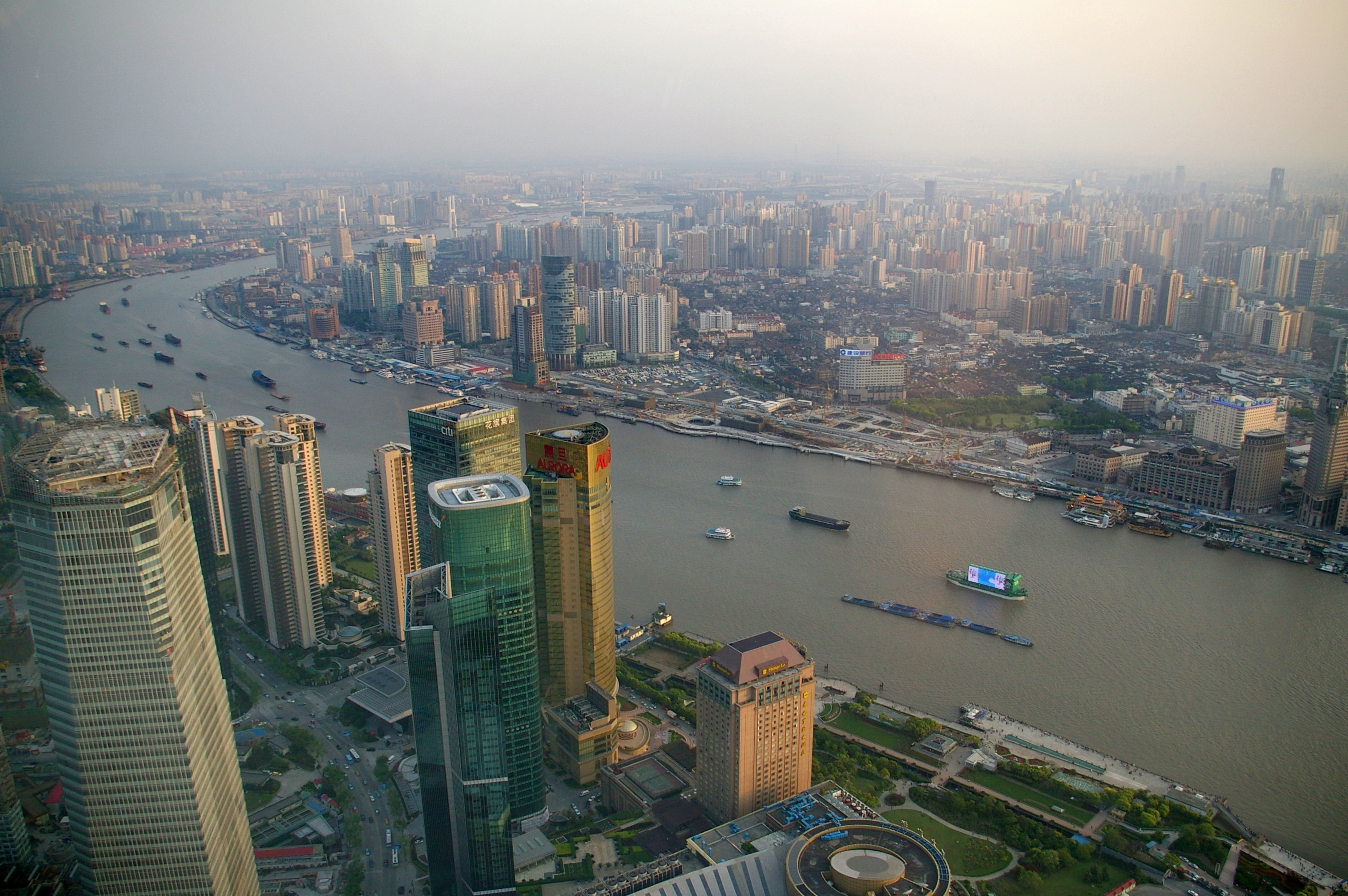
从东方明珠塔俯瞰黄浦江